# 500
 For alternative betydninger, se 500 (flertydig). (Se også artikler, som begynder med 500)
| 500                |
| ------------------ |
| Dødsfald - Fødsler |
|                    |

| Gregoriansk kalender | 500 D                   |
| Ab urbe condita      | 1253                    |
| Armensk kalender     | I/T                     |
| Kinesiske kalender   | 3196 – 3197 己卯 – 庚辰 |
| Etiopisk kalender    | 492 – 493               |
| Jødisk kalender      | 4260 – 4261             |
| Hindukalendere       |                         |
| - Vikram Samvat      | 555 – 556               |
| - Shaka Samvat       | 422 – 423               |
| - Kali Yuga          | 3601 – 3602             |
| Iransk kalender      | 122 BP – 121 BP         |
| Islamisk kalender    | 126 BH – 125 BH         |

Århundreder: 4. århundrede – 5. århundrede – 6. århundrede
Årtier: 450'erne 460'erne 470'erne 480'erne 490'erne – 500'erne – 510'erne 520'erne 530'erne 540'erne 550'erne
Årstal: 495 496 497 498 499 – 500 – 501 502 503 504 505

## Begivenheder
- Yamato-klanen indleder centraliseringen af Japan.
- Omtrent dette år rejses Ales sten i Skåne.

## Født
- ca. 500 - Procopius, historie- og krønikeskriver i det østromerske rige.
- ca. 500 - Theodora, byzantinsk kejserinde.